# Female Figure
Female Figure es un robot humanoide creado en 2014 por Jordan Wolfson.

## Descripción
El androide, fabricado en colaboración con Spectral Motion (un estudio de efectos especiales en Los Ángeles) y valorado en $500 000, representa a una mujer hipersexualizada vestida con ropa sujerente de color blanco: un baby doll compuesto por un maillot con cremallera delantera similar a un corsé y sobre el mismo una minifalta con transparencias, botas altas de tacón con plataforma y guantes largos pintados. El autómata, realizado en silicona, caucho y plástico diseñado para viajes espaciales, tiene el rostro semioculto por una máscara de bruja cubierta de escamas (de color verde oscuro y nariz puntiaguda de inspiración veneciana), resultando visibles únicamente los ojos, la barbilla y la boca, con los labios pintados de rojo en la que destacan unos dientes afilados similares a los de un tiburón. Esta característica convierte a la figura femenina que representa en un ser sexualmente innacesible que en principio puede llevar al equívoco debido a que esta parte del autómata queda oculta al público si el espectador lo observa directamente desde la parte posterior. Con unas medidas de 182,9 × 73,7 cm y ataviado además con una peluca rubio platino, tanto la piel como el vestuario del androide muestran manchas oscuras, dejando al descubierto parte del mecanismo interno en la zona de los hombros.
De pie frente a un gran espejo y sujeto al mismo gracias a una barra de metal incrustada en el torso, un software de reconocimiento facial situado en una cámara oculta tras la máscara permite al autómata girar la cabeza y dirigir la vista hacia el espectador y hacia sí mismo gracias al reflejo del cristal. El androide, el cual cuenta a su vez con un sensor que le permite detectar cuándo alguien entra o sale de la habitación en la que se exhibe, baila durante siete minutos al ritmo de varias canciones pop («Applause» de Lady Gaga; «Graceland» de Paul Simon; «Blurred Lines» de Robin Thicke; y «Boogie Street» de Leonard Cohen) y realiza varios monólogos con la voz de Wolfson, pronunciando frases como «mi madre está muerta... mi padre está muerto... soy gay... me gustaría ser poeta... esta es mi casa» o «estoy envejeciendo... estoy engordando... no creo en Dios», lo que, unido a su figura sexualizada y exuberante, podría sugerir una crítica contra la homofobia, la cosificación y, sobre todo, la misoginia, reflejando cómo es en ocasiones percibida la mujer. Según Wolfson:

Yo estaba mayormente interesado en la fisicalidad de lo que había visto en el campo animatrónico, y estaba también interesado en crear una escultura que tuviese el potencial de estar cronológica o estructuralmente en la misma línea en que está un vídeo. Mi esperanza es que este trabajo se sumerja dentro y fuera del espectáculo.

## Interpretación y recepción
Similar al personaje de Holli Would de la película Cool World (1992), la figura sexualizada del androide y los monólogos que realiza, sumado a la máscara que cubre parcialmente su rostro, ha llevado a que la obra sea interpretada como una crítica contra la homofobia y la cosificación de la mujer. La periodista Diana Hamilton consideró no obstante que el autómata nada tiene que ver ni con la cosificación ni con la mujer, sino más bien con buscar un «sentido al sinsentido», calificándolo como una de las obras más aburridas de la década. El crítico Timo Wirsching manifestó que el hecho de que el androide, concebido como una escultura robótica y visto como una obra futurista, mire directamente al espectador si este se acerca produce un «momento terriblemente desorientador cuando te experimentas a ti mismo como un objeto en la mirada del autómata». Según el periodista Timo Feldhaus: «Para muchos visitantes [...] representa el robot más desarrollado tecnológicamente y también más perturbador que hayan visto nunca». Por su parte, en 2019 ARTnews y Artnet News incluyeron a Female Figure entre las obras de arte que definieron la década.
De acuerdo con Wolfson, las frases pronunciadas por el autómata (y la obra en su conjunto) no pretenden plasmar o transmitir nada en concreto ni reflejan tampoco aspectos de su vida privada (Wolfson es heterosexual). No obstante, algunos elementos sí poseen un significado: la máscara constituye un símbolo de infertilidad, mientras que las manchas oscuras pretenden plasmar que la mujer que representa el androide acaba de escapar de algo sana y salva, sin mostrar ninguna herida.

## Exhibiciones
Female Figure fue exhibida por primera vez en la David Zwirner Gallery de Nueva York en 2014, siendo expuesta entre 2016 y 2017 en el Stedelijk Museum de Ámsterdam. Actualmente se exhibe en The Broad, en Los Ángeles.